# Sebastian Lee
Sebastian Lee, född den 24 december 1805 i Hamburg, död där den 4 januari 1887, var en tysk violoncellist. Han var bror till Louis Lee.
Lee studerade för Prell, en elev till Romberg. År 1830 begav han sig ut på konsertresor genom Tyskland och därifrån 1852 till Paris, där han vid italienska operan firade formliga triumfer. Senare utnämndes han till solovioloncellist vid Stora operan. År 1868 flyttade han tillbaka till Hamburg, som han sedan aldrig lämnade.